# سیارک ۸۵۴۹
سیارک ۸۵۴۹ (به انگلیسی: 8549 Alcide، نامگذاری:1994FS) هشت هزار و پانصد و چهل و نهمین سیارک کشف شده‌است که در ۳۰ مارس ۱۹۹۴ کشف شد.
قدر مطلق سیارک برابر ۱۴٫۲۰ است.